# Paulo Machado
Paulo Machado, właśc. Paulo Ricardo Ribeiro de Jesus Machado (ur. 31 marca 1986 w Bairro do Cerco) – portugalski piłkarz występujący na pozycji środkowego pomocnika w klubie Leixões SC.

## Kariera klubowa
Karierę piłkarską Machado rozpoczął w szkółce piłkarskiej jednego z najbardziej utytułowanych klubów w Portugalii, FC Porto. Po występach w rezerwach tego klubu awansował w 2004 roku do kadry pierwszej drużyny, prowadzonej wówczas przez Víctora Fernándeza. W portugalskiej lidze swój debiut zaliczył 15 stycznia 2005 w zremisowanym 0:0 wyjazdowym meczu z Académicą Coimbra. Łącznie rozegrał cztery spotkania w lidze, a Porto zostało wicemistrzem Portugalii.
Latem 2005 Machado został wypożyczony wraz z kolegą klubowym Bruno Vale do innego pierwszoligowego zespołu, Estreli Amadora i 29 sierpnia wystąpił w jej barwach po raz pierwszy, w zremisowanym 1:1 meczu z Boavistą Porto. W Estreli był podstawowym zawodnikiem i wystąpił w 25 spotkaniach zdobywając jednego gola.
Z kolei latem 2006 roku Machado ponownie nie znalazł uznania w oczach trenerów Porto i znów trafił na wypożyczenie, tym razem do União Leiria. W jej barwach zadebiutował 25 sierpnia w przegranym 1:2 wyjazdowym meczu z Porto. W Leirii, podobnie jak w Estreli, grał w podstawowym składzie i rozegrał 26 meczów.
W 2007 roku Paulo ponownie zmienił barwy klubowe i na rok trafił do Leixões SC. 18 sierpnia zaliczył w nim swoje premierowe spotkanie, które Leixões zremisowało 1:1 z Benfiką. Z drużyną tą Paulo utrzymał się w lidze i rozegrał dla niej 25 ligowych meczów oraz zaliczył dwa trafienia w Superlidze.
W 2008 roku Machado odszedł do AS Saint-Étienne na zasadzie wypożyczenia oraz częściowej raty za transfer Kolumbijczyka Freddy’ego Guarína do Porto. W Ligue 1 zadebiutował 23 sierpnia w meczu z UC Le Mans (0:1). Od czasu debiutu grał w podstawowym składzie „Zielonych”. W 2010 roku przeszedł do Toulouse FC.
14 sierpnia 2012 roku podpisał 3–letni kontrakt z pierwszoligowym Olympiakos SFP. W sezonach 2012/2013 i 2013/2014 wywalczył mistrzostwo Grecji. Zdobył też Puchar Grecji w sezonie 2012/2013.
Latem 2014 przeszedł do Dinama Zagrzeb. 28 lipca 2015 roku w trakcie meczu kwalifikacji Ligi Mistrzów przeciwko Molde FK został zmieniony, a kibice buczeniem i gwizdami dali wyraz niezadowolenia ze słabej gry zawodnika. Ten wykonał w ich kierunku kilka obscenicznych gestów za które został ukarany czerwoną kartką.
2 września 2017 po wygaśnięciu umowy z Dinamem związał się rocznym kontraktem z beniaminkiem Primeira Liga - CD Aves. W ciągu sezonu Aves nieco sensacyjnie wygrało rozgrywki Taça de Portugal, jednak latem 2018 roku Machado zdecydował się na transfer do Indii do drużyny Mumbai City FC. 19 grudnia 2019 roku w trakcie meczu z Jamshedpur FC doznał kontuzji, która wyeliminowała go z gry do końca sezonu Indian Super League.
5 września 2020 roku wrócił do Portugalii by zostać graczem Leixões SC, w którym występował już w sezonie 2007/2008.
| Sezon   | Klub                    | Kraj       | Rozgrywki     | Mecze | Bramki | Rozgrywki Europy   | Mecze | Bramki |
| ------- | ----------------------- | ---------- | ------------- | ----- | ------ | ------------------ | ----- | ------ |
| 2004/05 | FC Porto                | Portugalia | Liga Sagres   | 4     | 0      | –                  | –     | –      |
| 2005/06 | Estrela Amadora (wyp.)  | Portugalia | Liga Sagres   | 25    | 2      | –                  | –     | –      |
| 2006/07 | União Leiria (wyp.)     | Portugalia | Liga Sagres   | 26    | 0      | –                  | –     | –      |
| 2007/08 | Leixões SC (wyp.)       | Portugalia | Liga Sagres   | 25    | 2      | –                  | –     | –      |
| 2008/09 | AS Saint-Étienne (wyp.) | Francja    | Ligue 1       | 35    | 3      | Liga Europy UEFA   | 8     | 1      |
| 2009/10 | Toulouse FC             | Francja    | Ligue 1       | 32    | 5      | Liga Europy UEFA   | 6     | 0      |
| 2010/11 | Toulouse FC             | Francja    | Ligue 1       | 33    | 4      | –                  | –     | –      |
| 2011/12 | Toulouse FC             | Francja    | Ligue 1       | 24    | 3      | –                  | –     | –      |
| 2012/13 | Olympiakos SFP          | Grecja     | League Ellada | 28    | 2      | Liga Mistrzów UEFA | 6     | 0      |
| 2013/14 | Olympiakos SFP          | Grecja     | League Ellada | 17    | 3      | Liga Mistrzów UEFA | 4     | 0      |

Stan na: 25 sierpnia 2014 r.

## Kariera reprezentacyjna
W 2003 roku Machado wraz z reprezentacją Portugalii U-17 wywalczył mistrzostwo Europy U-17. Z kolei w latach 2006–2007 występował w reprezentacji U-21.
W seniorskiej reprezentacji Portugalii zadebiutował 17 listopada 2010 w towarzyskim meczu przeciwko Hiszpanii. W kadrze wystąpił sześciokrotnie jednak zawsze były to mecze towarzyskie.